# Бела гарда (Словенија)
Бела гарда (словен. Bela garda) је квислиншка политичка и војна организација словеначке реакционарне буржоазије у време Другог светског рата.

## Историја
За време Априлског рата 1941. Марко Натлачен, клерикални бан Дравске бановине, одржавао је тајне везе са немачким агентима, штитио нацистичку пету колону, саботирао одбрану земље и прогласио самосталност Словеније.
Када Немачка није признала самосталну Словенију, Натлачен се повезао са италијанским окупатором и ступио у фашистичку Конзулту Љубљанске провинције. Пошто ни Италијани нису спремни поделити власт са словеначким реакционарним политичарима, Натлачен је после неколико месеци иступио из Конзулте. Због отворен колаборације Натлачена и његових сарадника дефинитивно се распадају клерикална и друге грађанске странке. Освободилна фронта (ОФ) већ 1941, обухвата велики дио словеначког народа.
Свестрану сарадњу са италијанским окупатором наставља љубљански бискуп Григориј Рожман. Католичка акција (КА) под Рожмановим водством почиње 1941. пропагандну борбу против ОФ. До краја 1941. за борбу против НОБ организују се и друге реакционарне групе. Остаци клерикалне странке, углавном чланови КА, формирају Словенску легију, део бивших чланова КА и екстремних националиста Словенско народно гибање, остатак либерала Соколску легију, предратни клерикали и либерални дисиденти Побратим или Народну легију, а од пре рата се очувао клерофашистички академски клуб Стража. Те група словеначки народ је назвао Бела гарда.
Мајор Карл Новак, од септембра 1941. повереник Драгољуба Михаиловића, а од почетка 1942. командант Словеније, уз помоћ бискупа Рожмана, политички је повезао белогардистичке групе у Словенску звезу („Словеначки савез”) и војнички их потчинио својој команди. У пролеће 1942. организовао је од свих тих група мали четнички одред.
Одлуку о оружаној борби против словеначких партизана у мају 1942. је донео бискуп Рожман, који је у септембру склопио и писмени уговор о сарадњи Беле гарде и генерала Марија Роботија, команданта XI армијског корпуса у Љубљани. На основу тог уговора, многи свештеници су, уз помоћ окупатора, у неким местима организовали наоружане јединице Беле гарде или Добровољачке антикомунистичке милиције за борбу против комуниста.
НОВ Словеније је приликом капитулације Италије, уз помоћ читавог народа, организованог у Освободилној фронти и Народној заштити, разоружала италијанске дивизије у Словенији, извршила општу мобилизацију и ликвидирала Белу гарду. Хиљаде присилно мобилисаних је ступило у НОВ, 2.000 је заробљено, а 500 убијено. Око 2.000 придружило се Немцима, који су од њих формирали квислиншко Словеначко домобранство. Заробљене вође Беле гарде су 9. октобра 1943. изведене пред Војни суд у Кочевју и 11. октобра осуђени као народни издајници и ратни злочинци. То је био први процес против ратних злочинаца у Европи.